# Grand Chase
Grand Chase är ett MMORPG manga-spel från det koreanska företaget KOG, släppt 2003.